# Фридрихсхафен FF.33
Фридрихсхафен FF.33 (нем. Friedrichshafen FF.33) је фамилија једномоторних, двокрилних, двоседи вишенаменски хидроавиона са пловцима из периода Првог светског рата, спадао је у класу хидроавиона извиђача. Направљен у Немачкој а први авион из ове фамилије је први пут полетео 1914. године.

## Пројектовање и развој
У току 1914. године је у фабрици авиона Friedrichshafen Flugzeugbau GmbH је пројектован хидроавион (класичан авион) који је као стајни трап имао два дрвена пловка. Авион је добио ознаку Фридрихсхафен FF.33 и након успешног тестирања почела је и његова серијска производња. Намена му је била да патролира Севeрним и Балтичким морем. Коришћење и развој овог авиона је трајао све до краја рата. У току развоја профилисале су се три групе типова овог авиона:
- извиђачки (патролни) авиони,
- борбени авиони и
- школски авиони.

Извиђачки авиони су били већих димензија, ненаоружани или са слабим наоружањем али опремљени радио предајником и већим долетом. Борбени авиони овог типа су били мањих димензија, бољих летних карактеристика (бржи, агилнији) и наоружани са два митраљеза. Школски авиони из ове групе су имали два идентична кокпита са дуплим командама за питомца и инструктора и служили су искључиво за школовање пилота.
У току развоја овај авион је перманентно побољшаван како аеродинамички, конструктивно и технолошки. Успешно је служио својој намени до краја рата а после рата је наставио је са војном службом у Бугарској, Пољској, Финској и Шведској.

## Технички опис
Труп је имао дрвену носећу конструкцију која је била покривена шперплочом. Реп је имао дрвену конструкцију прекривену импрегнираним платном. Кљун авиона у коме се налазио мотор био је обложен алуминијумским лимом.  У трупу иза мотора налазиле су се две отворене кабине, свака заштићена малим ветробранским стаклом. Прва кабина била је опремљена сетом команди и основним инструментима за управљање авионом, намењеним пилоту. У другој кабини било је места за посматрача или путника.
Авиони  Фридрихсхафен FF.33 су били опремани једним од следећих мотора: Мерцедес  снаге 105 KS, Мерцедес  снаге 120 KS, Benz Bz.III (150 KS) и Meibach снаге 160 KS. Заједничко свим овим моторима је то што су сви били линијски шестоцилиндрични мотори течношћу хлађени.
Крила су била дрвене конструкције пресвучена импрегнираним платном релативно танког профила. Крилца за управљање авионом су се налазила само на горњим крилима. Крила су између себе била повезана са два до три пара паралелних упорница (у зависности од размаха крила). Затезачи су били од клавирске челичне жице. Горње крило је имало облик једнокраког трапеза, док је доње крило такође било трапезастог облика али је било мало уже и краће од горњег. Спојеви предње ивице са бочним ивица крила су полукружно изведени. Доње и горње крило су се поклапала по својим излазним ивицама. Крила су била благо закошена ка репу авиона. Конструкције репних крила и вертикални стабилизатор као и кормило правца су била направљена од дрвета пресвучена платном. Хоризонтални стабилизатори су са доње стране упорницама били причвршћени за труп авиона.
Стајни орган се састојао од два пловка дрвене конструкције, направљена од вишеслојне водоотпорне лепенке. Пловци су били причвршћени за труп конструкцијом од заварених челичних цеви.
Борбени авион овог типа је био наоружан са два митраљеза, један Spandau LMG 08/15 калибра 7,92 mm је био постављени испред пилота са десне стране мотора и гађао се кроз обртно поље елисе. Други митраљез такође калибра 7,92 mm се налазио у другом кокпиту код извиђача на обртној турели. Сваки митраљез је имао 500 метака. Патролни авиони овог типа или нису били наоружани или су имали само један митраљез који се налазио у другој кабини на обртној турели за репног стрелца.

## Варијанте
- FF.33 -  оригинална верзија, заснована на FF.29, имала је пловке и мотор Мерцедес  снаге 105 KS, (77 kW). Pилот jе седео у задњем кокпиту.
- FF.33A - Побољшана верзија са мотором Мерцедес  снаге 120 ,(89 ).
- FF.33B - варијанта са мотором Meibach снаге 160 KS,(117 kW).. Пилот седеo у предњем кокпиту. Стрелац је био наоружан покретном митраљеском куполом.
- FF.33E - варијанта са мотором Benz Bz.III (150 KS) или Meibach (160 KS), дужим двоструким пловцима, уклоњеним централним пловком испод репа. Опрема авиона била је допуњена радио предајником.
- FF.33F - Извиђачки ловац са мотором .
- FF.33H - Двоседи ловац, побољшана аеродинамика, ојачана структура крила, са мотором .
- FF.33J - Имао побољшану аеродинамику и био је опремљен радио станицом.
- FF.33L - Смањене димензије, побољшање управљивости и боље летачке карактеристике.
- FF.33S - Школски авион са дуплим командама

## Оперативно коришћење
Хидровиони Фридрихсхафен FF.33 су у немачку авијацију уведени 1915. године и коришћени су само за патролирање морем и обалним водама. Ови авиони су коришћени као и пре рата ненаоружани. Када се појавила претња од напада непријатељских летелица, патролни авиони су били наоружани а уведене су и борбене верзије ових авиона.
Од 1917. године, када су нови хидроавиони уведени у употребу, повучени су из линијске службе и усмерени у ваздухопловне школе (у ову сврху је такође створена посебна варијанта ФФ.33).
Најпознатији примерак овог авиона је био FF.33е регистарски бр. 841 са именом „Волфцхен-вучић“, који се користио као извиђачки хидроавион на помоћној СМС крстарици "Волф-вук", која се бавила гусарењем од новембра 1916. до фебруара 1918. у Индијском и Тихом океану, у том периоду је овај авион извршио 56 летова.
После рата, овај тип авиона је и даље  користила авијација Бугарске за патролирање Црним морем све до 1920. године. Пољска морнарица је после рата имала 4 хидроавиона Фридрихсхафен који су се користили за патролирање Балтиком и у школи поморске авијације. Последњи хидроавион пољског поморског ваздухопловства је расходован 1922. године. Шведска је 1918. године купила у Немачкој 5 хидроавиона Фридрихсхафен FF.33 а још 5 је произведено у Шведској ови авиони су коришћени за патролирање и обуку пилота а последњи је расходован 1929. године. Финско ваздухопловство је 1918. године у Немачкој купило три авиона Фридрихсхафен који су служили до 1923. године.

## Земље које су користиле овај авион
- Бугарска
- Данска
- Финска
- Немачко царство
- Холандија
- Пољска
- Шведска